# Original design manufacturer
 (décembre 2022).
Si vous disposez d'ouvrages ou d'articles de référence ou si vous connaissez des sites web de qualité traitant du thème abordé ici, merci de compléter l'article en donnant les références utiles à sa vérifiabilité et en les liant à la section « Notes et références ».
Un original design manufacturer (ODM), ou fournisseur de concepts d'origine, est une entreprise qui fabrique un produit en marque blanche qui portera la marque d'une autre entreprise lors de sa vente.
L'ODM fabrique l'équipement à partir du cahier des charges client alors que l'original equipment manufacturer (OEM) le fabrique selon ses propres spécifications, le client étant dans ce second cas uniquement responsable de la distribution. 
De telles entreprises autorisent l'entreprise de marque à produire (soit en supplément ou d'origine) sans avoir à s'engager dans l'organisation ou à faire tourner une usine. Les ODM ont pris de l'ampleur ces dernières années et plusieurs sont suffisamment importantes en taille pour supporter la production de multiples clients, en fournissant souvent une large partie de la production totale. Une des caractéristiques essentielles de ce modèle économique est que l'ODM possède et/ou conçoit en interne les produits qui portent la marque de l'entreprise cliente. Un ODM est en ce sens différent d'un sous-traitant.
Ce modèle est particulièrement utilisé dans le commerce international, où un ODM local est utilisé pour fabriquer des produits pour une entreprise étrangère qui voit plusieurs avantages dans la transaction, tels que de faibles cotisations patronales, des liens pour le transport ou la proximité des marchés. Il est également utilisé dans les pays où les lois de propriété intellectuelle interdisent la propriété directe des parts par des étrangers, ce qui permet à une entreprise locale de produire pour une entreprise de marque pour le marché intérieur ou l'export.
Cette partie de l'économie fait partie de l'externalisation. Un exemple est Compal Electronics, qui fabrique des ordinateurs portables et des écrans, et opère comme producteur de masse pour de nombreuses entreprises de marque, assisté par un faible coût de la main-d'œuvre, des coûts de transports réduits, et de la facilité de l'apport physique de matières premières (dans le cas de Compal, les pièces détachées d'ordinateurs).
L'entreprise de recherche marketing iSuppli a publié en 2006 un rapport montrant que 82,6 % des ordinateurs portables sont fabriqués à Taiwan par des OEM (Original Equipment Manufacturer) et des ODM taiwanais.